# Hesydrus
Hesydrus is een geslacht van spinnen uit de  familie van de Trechaleidae.

## Soorten
- Hesydrus aurantius (Mello-Leitão, 1942)
- Hesydrus canar Carico, 2005
- Hesydrus caripito Carico, 2005
- Hesydrus chanchamayo Carico, 2005
- Hesydrus habilis (O. P.-Cambridge, 1896)
- Hesydrus palustris Simon, 1898
- Hesydrus yacuiba Carico, 2005